# Горелик, Вольф Михайлович
Вольф Михайлович Горелик (26 июля 1933, Первоуральск, Свердловская область — 13 марта 2013, Москва) — советский и российский дирижёр. Заслуженный артист РСФСР (1989), народный артист Российской Федерации (1999).

## Биография
Родился 26 июля 1933 года в городе Первоуральск. В 1963 году окончил Уральскую государственную консерваторию по специальности оперное и симфоническое дирижирование (класс М. И. Павермана) и по классу скрипки у М. Л. Затуловского. Работал дирижёром симфонических оркестров Томской филармонии (1963—1964), Новосибирской филармонии (1964—1965), Новосибирского (1965), Свердловского (1965—1966) и Бурятского театров оперы и балета (главный дирижёр, Улан-Удэ, 1966—1967). В 1967—1973 годах — главный дирижёр Саратовского театра оперы и балета им. Н. Г. Чернышевского, а с 1974 года — Московской оперетты.
С 1993 года и до конца жизни — дирижёр Московского академического Музыкального театра им. К. С. Станиславского и Вл. И. Немировича-Данченко, постановщик ряда спектаклей театра.
19 марта 2003 года в Кремлёвском дворце съездов в Москве был представлен проект «Russian Rock in Classic: Back From USSR». Самые известные произведения Российских рок-музыкантов были представлены в исполнении оркестра под управлением народного артиста России дирижёра Вольфа Горелика. В концерте также приняли участие Андрей Макаревич, Юрий Шевчук, Константин Никольский, группа «Агата Кристи» и другие. Кроме того, были сыграны произведения Бориса Гребенщикова, Гарика Сукачёва, Виктора Цоя. В финале прозвучало «Последнее письмо» Вячеслава Бутусова. Студийный вариант проекта был выпущен на компакт-диске.
В 2006 году им была осуществлена мировая премьера оперы Моисея Вайнберга «Пассажирка» (на сцене Московского международного дома музыки); осуществил ряд постановок в других театрах.
В 1980—1993 годах руководил Оперной студии ГИТИСа, с 1990 года — музыкальный руководитель Нового симфонического оркестра Восточной Украины (Харьков).
Скончался 13 марта 2013 года в Москве, на 80-м году жизни. Похоронен в Москве в колумбарий Нового Донского кладбище (колумбарий 2А, секция 32).

## Награды
- Народный артист Российской Федерации (29 ноября 1999 года) — за большой вклад в развитие музыкального искусства[6].
- Заслуженный артист РСФСР (22 июня 1989 года) — за заслуги в области советского искусства[7].
- Золотая маска.